# 34289 Johndell
34289 Johndell este o planetă minoră (asteroid), cu un diametru de 3,42 km, din centura de asteroizi. A fost descoperită pe 25 august 2000 la Experimental Test Site⁠(d) de Lincoln Near-Earth Asteroid Research. 
Obiectul prezintă o orbită caracterizată de o semiaxă mare de 2,545488 UAi, o excentricitate de 0,09, o înclinație de 2,06757 ° în raport cu ecliptica.